# Rassemblement pour la Calédonie
Pour les articles homonymes, voir RPC.
Le Rassemblement pour la Calédonie (RPC) est un ancien parti créé en 2006 par Jacques Lafleur après que celui-ci a décidé le 28 décembre 2005 de démissionner du RPCR qu'il avait lui-même fondé. En effet, candidat à sa propre succession à la tête du mouvement, il fut battu au congrès de Rivière Salée à Nouméa par Pierre Frogier le 2 juillet 2005. 
En janvier 2006, Jacques Lafleur a lancé un nouveau journal politique, le Bulletin d'Information, dans lequel il annonce dans son numéro 4 d'avril 2006 la création d'un nouveau parti qui reprend le nom d'origine du RPCR tel qu'il l'avait fondé en 1977: le Rassemblement pour la Calédonie. Il annonce dans le même temps la constitution d'un directoire chargé de diriger ce nouveau parti en attendant que celui-ci se dote de statuts, reçoive ses premières adhésions et organise son congrès fondateur dont la date n'a toujours pas été fixée. La présidence de ce directoire a alors été proposée au sénateur Simon Loueckhote, qui a finalement accepté cette offre (annonçant de fait son départ du Rassemblement-UMP) en octobre 2006. 
Bientôt, le Bulletin d'Information se dote d'un site internet qui devient par la même occasion le site du RPC, les adhésions pouvant dès lors se faire en ligne par courriel à partir de cette adresse. Sinon, le premier formulaire d'adhésion fut présenté dans le numéro 6 (juin 2006) de ce bulletin. Ce numéro devait aussi être le dernier. Le Bulletin d'Information a été remplacé à la fin de l'année 2006 par l'hebdomadaire Demain en Nouvelle-Calédonie. 
Pour Jacques Lafleur et ses partisans, ce nouveau parti doit permettre de retrouver « l'esprit d'origine » à la fois du RPCR et de l'Accord de Nouméa. Il critique donc la nouvelle équipe dirigeante du Rassemblement-UMP qu'il appelle le petit Rassemblement n'ayant plus rien en commun avec le grand Rassemblement. Pour ses opposants, il s'agit du moyen de se maintenir en politique une nouvelle fois. 
Le RPC a présenté un candidat uniquement dans la 1re circonscription lors des élections législatives de 2007, à savoir Jacques Lafleur lui-même, député sortant. Cette candidature a été confirmée le 4 mai 2007 tandis que le parti et son leader ont indiqué alors qu'ils soutiendraient le candidat investi par l'UMP dans la 2e circonscription, Pierre Frogier.
Le RPC a fondé plusieurs coalitions non-indépendantistes à partir de 2013, à savoir successivement l'Union pour la Calédonie dans la France (UCF) avec le Mouvement populaire calédonien (MPC) et le Mouvement républicain calédonien (MRC) de 2013 à 2015, puis les Républicains de Nouvelle-Calédonie (LR-NC) avec le Rassemblement, l'Avenir ensemble, le LMD, Tous Calédoniens et des dissidents du MPC de 2015 à 2017, et enfin Les Républicains calédoniens (LRC) avec ces derniers (à l'exception du Rassemblement et de Tous Calédoniens) auxquels se sont ajoutés le MRC en 2017. Le 7 décembre 2017, Les Républicains calédoniens se transforment en parti politique et le RPC se dissout dans cette nouvelle formation.

## Plateforme politique
Le RPC, parti anti-indépendantiste, se veut, à travers l'image de son fondateur Jacques Lafleur, le « champion de la solution consensuelle » initiée avec les accords de Matignon et de Nouméa. Le principal projet du parti est ainsi la préparation d'un « pacte cinquantenaire » pour « rassembler sur ce qui est essentiel » (le partage de la souveraineté, les mêmes droits pour tous, la prise en compte des inégalités sociales) sur un demi-siècle ou « deux générations », succédant au « pacte trentenaire » (1988-2018) défini par les précédents accords.

## Représentation politique

### Parlementaire
Le parti disposait au moment de sa création en 2006, et jusqu'en 2007, de deux des trois parlementaires : le député de la 1re circonscription Jacques Lafleur qui est le fondateur de ce nouveau mouvement et le sénateur Simon Loueckhote qui en est le président. À la suite des législatives de 2007, Jacques Lafleur n'est plus député et, depuis que Simon Loueckhote a fondé son propre parti, le Mouvement de la diversité, en avril 2008, le RPC n'a donc plus aujourd'hui de parlementaires issus de ses rangs.

### Au Congrès
Il n'y a pas pour l'instant de groupe RPC au Congrès, seulement deux élus l'ayant rejoint officiellement à sa fondation : Simon Loueckhote (qui est resté toutefois membre du groupe Rassemblement-UMP jusqu'en 2007) et Françoise Sagnet-Chavereau (qui a quitté le RPCR dès le 21 février 2006, elle en a quitté le groupe aussitôt). Depuis la défection de Simon Loueckhote, seule Françoise Sagnet a représenté le RPC au Congrès. Après les élections provinciales du 10 mai 2009, la liste RPC emmenée par Jacques Lafleur dans le Sud obtient deux élus au Congrès : l'ancien leader du camp anti-indépendantiste retrouve donc, après cinq ans d'absence, son siège à l'assemblée locale où il remplace, avec sa colistière Nathalie Brizard, Françoise Sagnet. Le 22 mai 2009, après avoir voté pour le candidat commun anti-indépendantiste Harold Martin à la présidence de l'institution, le RPC participe à la liste d'union loyaliste pour la désignation des vice-présidents et obtient la 8e vice-présidence pour Nathalie Brizard. Le 7 avril 2010, Jacques Lafleur démissionne de ses deux mandats à l'Assemblée de la  Province Sud et du Congrès. Il est remplacé le lendemain par son suivant de liste Jean-Luc Régent. Le 1er octobre 2010, Nathalie Brizard est exclue du parti. Elle crée son propre parti l'Union pour un destin calédonien (UDC) en avril 2011. Le 18 juin 2012, Jean-Luc Régent, jusqu'ici dernier élu du RPC, quitte le parti pour montrer son désaccord avec la position de la direction concernant le second tour des élections législatives (Isabelle Lafleur avait appelé à ne voter pour aucun candidat, choix critiqué par Jean-Luc Régent qui pour sa part a soutenu alors Philippe Gomès dans la 2e circonscription en tant que dernier candidat « loyaliste » face à l'indépendantiste Jean-Pierre Djaïwé).

### A l'Assemblée de la Province Sud
Il n'y a qu'une élue du RPC à l'origine et jusqu'en 2009, Françoise Sagnet-Chavereau. Après les élections provinciales du 10 mai 2009, la liste RPC de Jacques Lafleur obtient 7,1 % des suffrages exprimés et 2 élus sur 40 : Jacques Lafleur (remplacé le 8 avril 2010 par Jean-Luc Régent, qui a quitté le parti le 18 juin 2012) et Nathalie Brizard (exclue du parti le 1er octobre 2010). Le parti est le seul mouvement anti-indépendantiste à ne pas voter pour Pierre Frogier à la présidence de la Province, Jacques Lafleur se présentant contre lui pour retrouver son fauteuil perdu il y a cinq ans. Le RPC a voté pour deux des trois candidats de la plate-forme commune loyaliste aux vice-présidences : Philippe Michel et Sonia Lagarde, de Calédonie ensemble, respectivement à la seconde et la troisième vice-présidence. 

### A l'Assemblée de la Province des Îles
Il n'y avait qu'un élu du RPC, Simon Loueckhote, jusqu'en avril 2008. 

## Prises de position sur les sujets d'actualité

### Corps électoral
Le RPC défend un « corps électoral glissant ». Jacques Lafleur a d'ailleurs pris la parole en ce sens lors du débat à l'Assemblée nationale le 13 décembre 2006, appelant à reporter le vote du projet de loi constitutionnel en attendant qu'un débat de fond soit mis en place entre les différentes parties et signataires de l'Accord de Nouméa. Le projet de loi a néanmoins été voté le jour même par les députés. 
Simon Loueckhote pour sa part a présenté au Sénat lorsque le projet fut débattu une contre-proposition, cosignée par Jacques Lafleur, qui a mis en avant non seulement le corps glissant mais a aussi proposé de réduire la durée de présence minimum sur le territoire pour pouvoir participer aux élections provinciales de 10 ans à 3 ans. Le sénateur a sinon indiqué qu'il quitterait l'UMP si ce parti votait ce texte au Sénat. Ceci étant le cas, le texte étant désormais adopté après avoir été massivement choisi par les parlementaires réunis en Congrès à Versailles, les deux leaders du parti, Jacques Lafleur et Simon Loueckhote ont quitté l'UMP et ont déclaré leur soutien à Nicolas Dupont-Aignan en vue de l'élection présidentielle puis, celui-ci ne se présentant finalement pas, faute de pouvoir réunir les 500 signatures, ils ont apporté leur soutien à Nicolas Sarkozy.

### Deux drapeaux
Jacques Lafleur s'oppose à la proposition de Pierre Frogier de hisser sur les édifices publics le drapeau « Kanaky » (dit aussi « indépendantiste » ou du « FLNKS ») aux côtés du tricolore. Le chef du RPC déclare que « la Nouvelle-Calédonie a un drapeau, celui de la République française ». Il estime de plus que cette idée « ne peut que diviser ».